# 베네치아에서의 죽음 (영화)
《베네치아에서의 죽음》(이탈리아어: Morte a Venezia)은 1971년 개봉한 이탈리아, 프랑스의 드라마 영화이다. 루키노 비스콘티가 감독과 공동각본을 맡았으며, 토마스 만의 동명 소설이 영화의 원작이다.

## 출연

### 주연
- 더크 보가드

### 조연
- 로몰로 발리
- 마크 번즈
- 노라 리치
- 마리사 베렌슨
- 캐롤 앙드레
- 비요른 안데르센

## 기타
- 원작자: 토마스 만
- 미술: 페르디난도 스카피오티
- 의상: 피에로 토시